# Lukaskirche (Wuppertal)

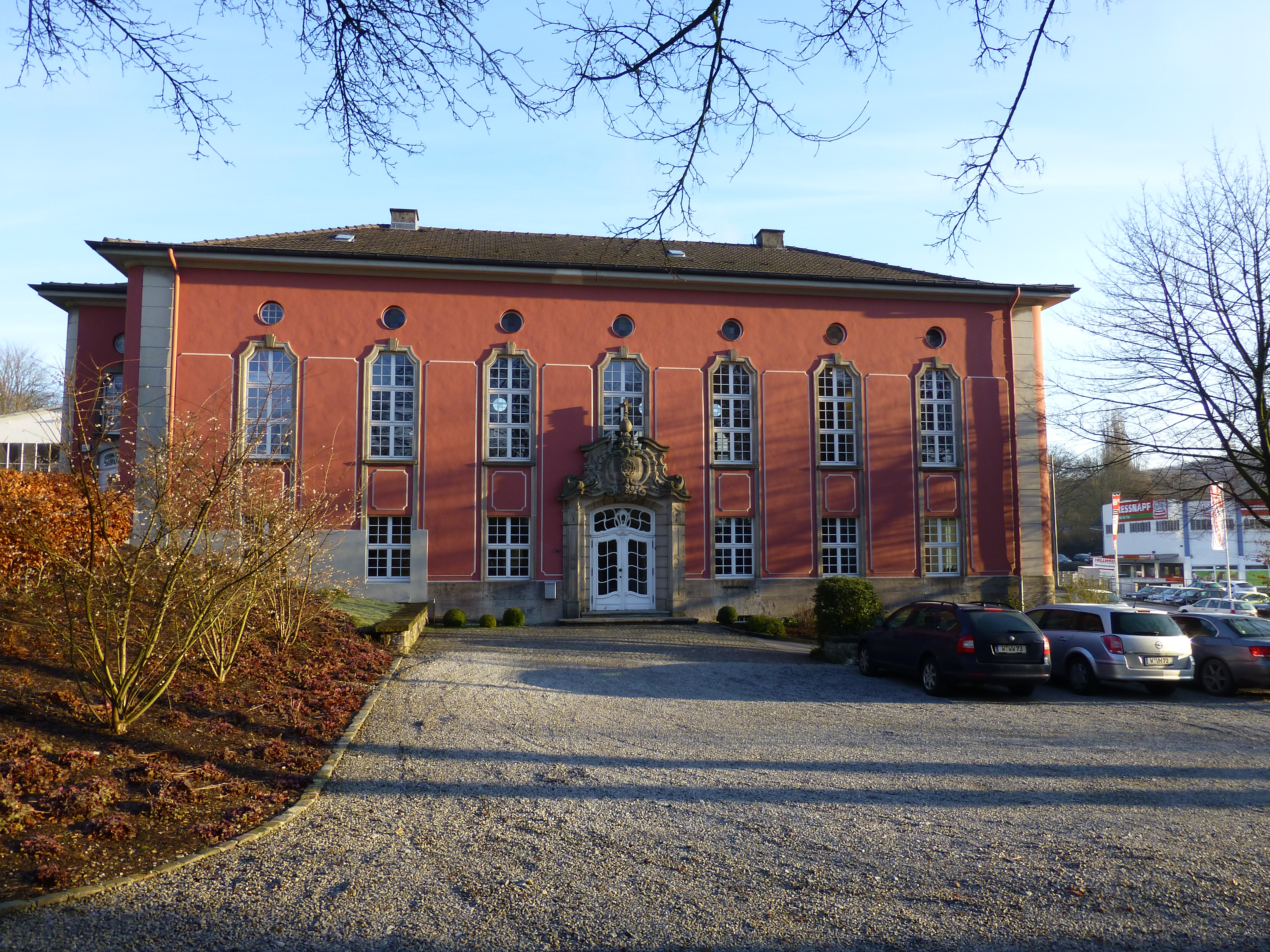
Ansicht der Kirche von Südwesten

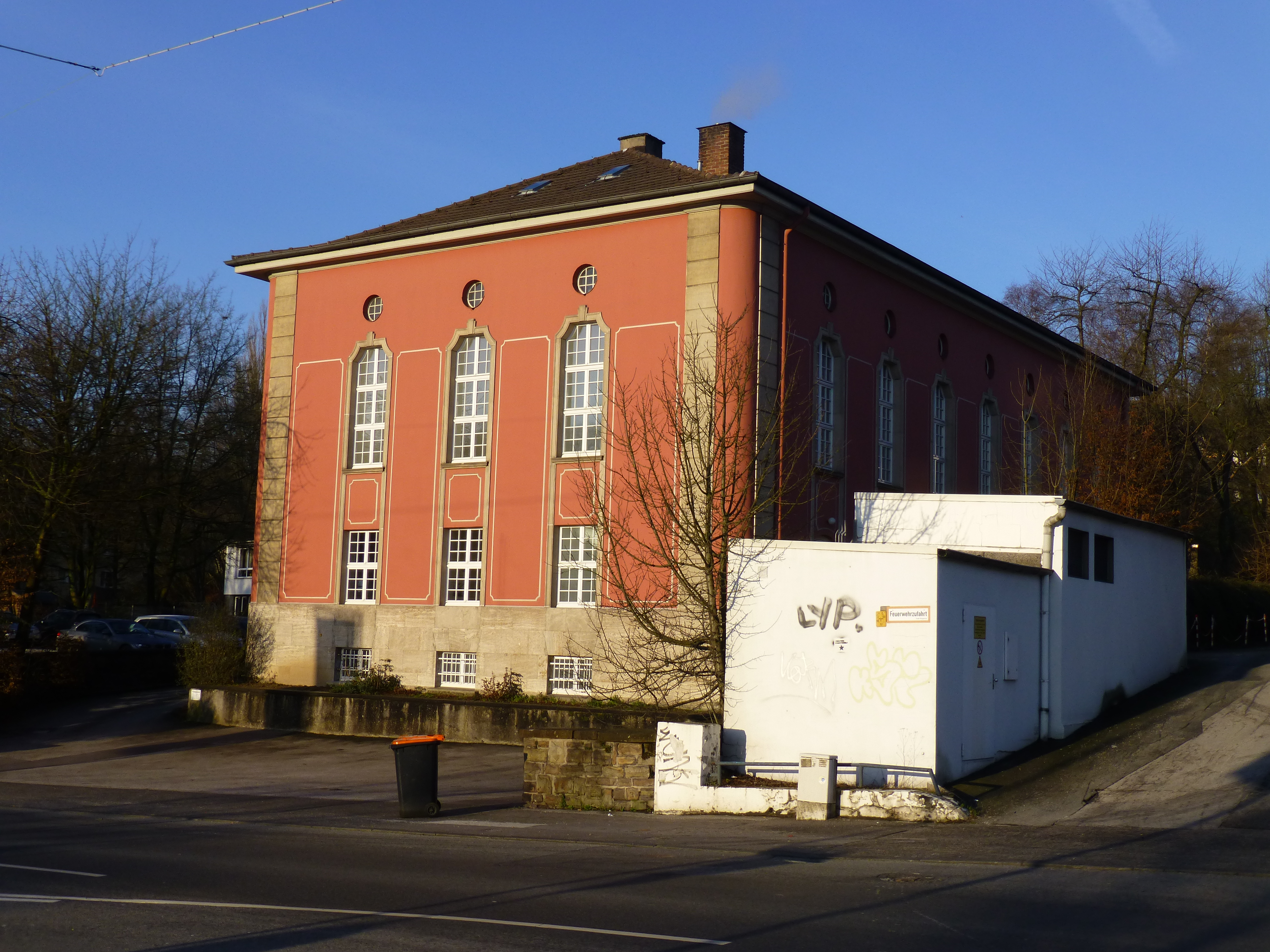
Ansicht von der Uellendahler Straße

Die Lukaskirche ist eine ehemalige evangelische Kirche sowie ein Gemeindehaus im Wuppertaler Stadtteil Uellendahl. Sie war bis 2007 Predigtstätte der heutigen Evangelischen Kirchengemeinde Uellendahl-Ostersbaum im Kirchenkreis Wuppertal der Evangelischen Kirche im Rheinland.

## Geschichte
Nach der Wende vom 19. zum 20. Jahrhundert entwickelte sich der bis dahin ausschließlich landwirtschaftlich geprägte Norden Elberfelds zu einem eigenständigen Ortsteil vor den Toren der Stadt. Zur gottesdienstlichen Versorgung der dort wohnhaften Lutheraner beschloss die Lutherische Gemeinde Elberfeld nach dem Ersten Weltkrieg aufgrund der großen Entfernung zur Kirche am Kolk und der Kreuzkirche im Elberfelder Zentrum den Bau eines eigenen Gemeindehauses am Uellendahl. 1925 wurde dazu ein Gelände des ehemaligen Wülfingshofes „Am Haken“ angekauft, vorgesehen waren der Bau eines großen Gemeindehauses, einer Kirche sowie eines Pfarrhauses. Da die Kirchenbaupläne später fallengelassen wurden, wurde das vollendete Gemeindehaus spontan zur eigentlichen Kirche umgewidmet, das Pfarrhaus wurde ebenfalls nicht auf dem Grundstück errichtet, sondern eine Immobilie am Kolberger Weg dafür angekauft. Eine offizielle Grundsteinlegung für die spätere Kirche fand nicht statt, da man sich diese Zeremonie für den eigentlichen Kirchenbau aufsparen wollte. Der Baubeginn für das Gemeindehaus fand im September 1927 statt, eingeweiht wurde das Haus am 24. Juli 1928 durch Generalsuperintendent Klingemann. Realisiert wurde das Gemeindehaus nach Entwürfen Carl Conradis, die Bauleitung hatte Fritz Funccius-Clemen inne.
1931 wurde mit Erhebung des Gemeindehauses zur offiziellen Predigtstätte die 14. Pfarrstelle der Lutherischen Gemeinde Elberfeld eingerichtet und das Gemeindehaus in Lukaskirche umbenannt, die Kirchenbaupläne für den Uellendahl wurden 1936 endgültig aufgegeben. 1937 wurde der hölzerne Glockenstuhl angebaut.
Nach dem Zweiten Weltkrieg wurde das Gemeindehaus zur besonderen Betonung des sakralen Charakters umgestaltet, die Verwendung als Kirche sollte hervorgehoben werden. Die Arbeiten fanden 1955 statt, unter anderem wurden ein festes Kirchengestühl sowie eine Empore eingebaut. Bei einer weiteren Umgestaltung 1973 wurden die Bänke erneut durch Stühle ersetzt sowie der Altarbereich grundlegend umgestaltet; bei jenem Umbau sollte die multifunktionale Nutzung des Kirchenraumes betont werden. Ebenfalls erneuert wurden Beleuchtung und Heizung.
1970 wurden die Kirchengemeinden in Wuppertal neu geordnet, die Lukaskirche kam von der Lutherischen Gemeinde Elberfeld zur Vereinigten Evangelischen Kirchengemeinde Uellendahl; diese wiederum vereinigte sich 2007 mit der Kirchengemeinde Elberfeld-Ost zur heute noch bestehenden Evangelischen Kirchengemeinde Uellendahl-Ostersbaum. Nachdem bereits seit Mitte der 1990er-Jahre die unteren Räume der Kirche aus Kostengründen an ein IT-Unternehmen vermietet wurden, wurde die Kirche, welche zuletzt nur noch als Gemeindehaus fungierte, 2007 endgültig geschlossen und verkauft. Altar, Kreuz und Orgel wurden in die Philippuskirche verbracht, 2008 wurde das Gebäude grundlegend zum Bürogebäude umgebaut, sodass die ehemalige Nutzung als Kirche heute kaum mehr erkennbar ist.

## Baubeschreibung

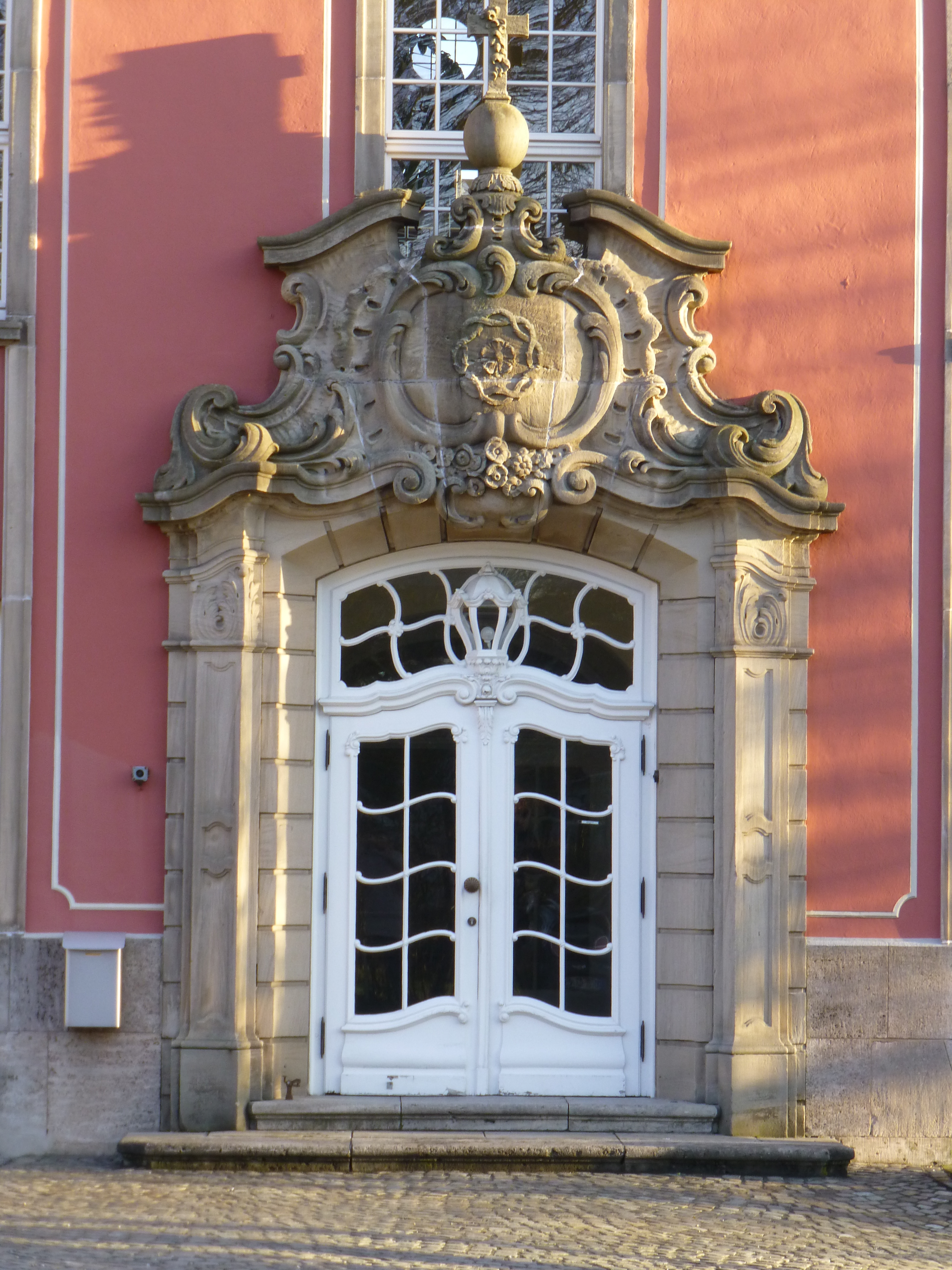
Detailansicht des Portals

Die Lukaskirche ist ein ursprünglich als Gemeindehaus geplantes und ausgeführtes zweigeschossiges und freistehendes Gebäude im Stil des Neobarock. Gegliedert wird das auf einem rechteckigen Grundriss ausgeführte Gebäude an den Längsseiten durch sieben und an der Südostseite durch drei Fenster. Den Gebäudeabschluss an der Nordwestseite bildet ein quaderförmiger, chorähnlicher Anbau. Das Gebäude ist seit seiner Erbauung in lachsorange-rötlichen Tönen mit naturbelassenen Sandsteinakzenten gehalten; das original vorhandene Türblatt sowie das darüber liegende Gewände setzen Akzente in Richtung des Bergischen Neobarock.
Der Gottesdienstsaal befand sich im ersten Stock des Gebäudes und war nach den Anpassungen des Gemeindehauses zur Kirche ursprünglich prächtig neobarock ausgestaltet. Die Stuckelemente an Wand und Decke wurden 1973 entfernt und der Kirchenraum mit Stühlen und schlichterer Einrichtung modernisiert. Im Untergeschoss der Kirche befanden sich Räume für die Gemeindearbeit, nach der Vermietung der Räume Mitte der 1990er-Jahre wurden diese in den Keller verlegt. Der Gottesdienstsaal wurde 2008 zu einem Bürogeschoss mit mehreren Räumen umgebaut. Im Saal fanden ursprünglich 561 Personen Platz, die Sitzplatzanzahl reduzierte sich nach dem Umbau auf knapp 200.

### Glocken
Das erste Geläut der Kirche wurde zu Weihnachten 1937 im freistehenden hölzernen Glockenstuhl neben der Kirche in Betrieb genommen. Gegossen wurde das Geläut von der Glocken- und Kunstgießerei Rincker; die Glocken mussten sechs Jahre später zu Kriegszwecken eingeschmolzen werden.
| Schlagton | Durchmesser (mm) | Inschrift                            |
| --------- | ---------------- | ------------------------------------ |
| b″        | 420              | Ora et labora                        |
| d″        | 680              | Kommt, denn es ist alles bereit      |
| f″        | 555              | Das Wort sie sollen lassen stahn     |
| g″        | 510              | Sie sahen niemand, denn Jesum allein |

Ergänzt wurde das Geläut durch eine Vaterunser-Glocke. Diese war ursprünglich eine Schiffsglocke und wurde von der Gemeinde 1937 für 9,25 Mark auf einer städtischen Auktion ersteigert. Die Glocke diente während des Krieges als letzte erhaltene Kirchenglocke und wurde nach Kriegsende im Flur aufgehängt.
1953 wurde im Glockenstuhl ein neues Geläut aufgehängt, ebenfalls gegossen von Rincker. Die drei neuen Glocken wurden mit den Inschriften der 1943 eingeschmolzenen Glocken versehen.
| Schlagton | Durchmesser (mm) | Gewicht | Inschrift                            |
| --------- | ---------------- | ------- | ------------------------------------ |
| d″        | 690              | 170 kg  | Kommt, denn es ist alles bereit      |
| f″        | 545              | 99 kg   | Das Wort sie sollen lassen stahn     |
| g″        | 510              | 70 kg   | Sie sahen niemand, denn Jesum allein |

Die Glocken wurden mit Schließung der Kirche verkauft.

## Orgel
Nach Einweihung des Gemeindehauses stand zunächst nur ein Harmonium zur Verfügung. 1936 erwarb die Lutherische Gemeinde Elberfeld für 3000 Mark eine Orgel aus Privatbesitz, welche um 1740 von dem Elberfelder Orgelbauer Jacob Engelbert Teschemacher gebaut worden war. Für wen oder in wessen Auftrag Teschemacher das Instrument baute, ist nicht überliefert; die Geschichte des Instrumentes lässt sich nur bis zu dem Kauf durch die Elberfelder Baptistengemeinde Mitte des 19. Jahrhunderts zurückverfolgen. 1906 entdeckte der Elberfelder Architekt Hüttemeister das Instrument auf einem Dachboden, sanieren ließ er es bei Paul Faust in Schwelm. In das historische Gehäuse wurde eine nahezu komplett neue Orgel mit Kegelladen und pneumatischer Traktur eingebaut, die original erhaltenen Prospektpfeifen blieben stumm. Mehrere Register sowie eine Pedalklaviatur wurden dem Zeitgeschmack entsprechend ergänzt.
1936 wurde, nach dem Kauf des Instrumentes durch die Gemeinde, bei Paul Faust ein zweites Manualwerk in Auftrag gegeben, welches er zwar ausführte, was klanglich durch die Veränderungen im Gehäuse aber einen Rückschritt darstellte. Rückblickend werden all jene Umbauarbeiten an dem ursprünglich original erhaltenen Teschemacher-Instrument negativ betrachtet.
1973 entschloss sich die Kirchengemeinde, das Instrument unter denkmalpflegerischen Aspekten zu restaurieren und seinen ursprünglichen Zustand wiederherzustellen. Die Anbauten wurden allesamt entfernt, die nachträglich eingefügten Register ausgebaut und die wenigen, noch erhaltenen Teschemacher-Pfeifen konserviert und neu eingestellt. Das Holz im Innenraum wurde durch Eichenholz aus der Klosterkirche St. Maria Magdalena in Beyenburg ersetzt, welches dort bei Umbauarbeiten ersetzt wurde. Sämtliche Prospektpfeifen sind, mit Ausnahme einer einzigen, wieder klingend. Ausgeführt wurden die Arbeiten durch den Orgelbauer Gerhard Opitz aus Herdecke.
Die heutige Disposition entspricht einer Rekonstruktion, die durch Hans Hulverscheidt durch Recherchen der letzten noch erhaltenen Teschemacher-Orgeln angefertigt wurde:
| Manual C–g3     |       |
| Bordun          | 8′    |
| Quintadena      | 8′    |
| Principal       | 4′    |
| Flaut travers   | 4′    |
| Octava          | 2′    |
| Quinte          | 1 ⁄3′ |
| Mixtur III      | 1′    |
| Fagott/Trompete | 8′    |

- Bass/Diskant-Teilung im Ambitus C–c3
- Koppeln: Manual/Pedal

Das Instrument wurde nach einigen Jahren in die Kapelle Kohlstraße verbracht und befindet sich seit 1969 in der Wuppertaler Philippuskirche.

## Denkmalschutz
Als Zeugnis des Kirchenbaus sowie der Stadtgeschichte in Elberfeld steht das Gebäude seit dem 16. November 2004 unter Denkmalschutz.